# Corpus aplicados a la traducción
Un corpus lingüístico es un gran conjunto de textos reales que le sirven al traductor como ejemplos en el uso de una lengua. Estos ejemplos pueden presentarse escritos u orales, aunque lo más común es encontrarlos en formato de texto.

## ¿Cómo pueden ser útiles para la traducción?
A veces sabemos lo que una palabra significa, pero no sabemos cómo usarla, o sencillamente la definición del diccionario no nos convence y el significado no está totalmente claro. Los corpus nos presentan varias diferencias respecto a los diccionarios:
- La palabra está inscrita en un contexto.
- Más cercanía con el uso natural de la lengua.
- Más pluralidad.

## Tipos
Podemos encontrar varios tipos de corpus:

### Corpus monolingües
Están formados por textos de una sola lengua. Se recopilan con el objetivo de dar cuenta de una lengua o variedad lingüística. Los corpus monolingües se pueden comparar a los diccionarios monolingües, pero a diferencia de los diccionarios, que ofrecen información sintáctica, los corpus ofrecen información analítica y un acercamiento más natural a la lengua. El BNC (British National Corpus) es un ejemplo de corpus monolingüe en inglés. El CREA o el CORDE son ejemplos de corpus monolingües en español.

### Corpus multilingües/bilingües
Este tipo de corpus trabajan con dos o más idiomas. Dentro de esta categoría podemos encontrar a su vez varios tipos de corpus.

#### Corpus comparables
Los Corpus comparables (“paired texts”) consisten en compilaciones de textos en más de una lengua o variedad lingüística, que son similares al que nos interesa. Es lo que los traductores llaman “textos paralelos”. Son muy útiles con el fin de adquirir jerga y vocabulario sobre el tema que se trata.

#### Corpus paralelos
LosCorpus paralelos (“bi-texts”) son compilaciones de textos iguales en varios idiomas. Uno es la traducción del otro. El más sencillo se compone del original y su traducción. Son especialmente útiles en la traducción automática y en entornos bilingües o multilingües.
En una concordancia podemos encontrar varios tipos de información, como por ejemplo el significado de una palabra por el contexto, su comportamiento en una frase determinada, de qué otras palabras suele ir acompañada, la frecuencia de su uso, el estudio de su morfosintaxis o la estabilidad de sus construcciones.
Parallel Concordancing Features es una herramienta de las memorias de traducción que nos permiten buscar términos, siempre y cuando estén relacionados con nuestras traducciones. Son privadas, especializadas y muy útiles para los traductores.

#### Corpus alineados
Los corpus alineados son corpus paralelos en los que los textos están dispuestos unos al lado de otros en párrafos o frases. De esta forma, identificamos mejor las equivalencias de traducción. Estos pares de frases, llamados segmentos, están identificados mediante un programa específico de correspondencias de traducción. 
Los corpus también se pueden clasificar en robustos o virtuales.

### Corpus robustos
Los corpus robustos almacenan una gran cantidad de información. Tienen un software de búsqueda, son estables y están aceptados por una comunidad y elaborados con criterios estrictos. Además, poseen una fiabilidad muy alta. Un ejemplo es el BNC (British National Corpus).

### Corpus virtuales
Los corpus virtuales son elaborados por el mismo traductor para un proyecto concreto, son privados y con mucha información recogida de Internet. Son muy útiles para buscar información sobre términos y fraseología sobre un tema determinado.

## Resumen
En resumen, los corpus nos proporcionan una información que no está disponible en cualquier parte. Son muy útiles para los traductores, para hablantes extranjeros, o simplemente para solventar cualquier duda que podamos tener sobre el uso de una palabra. En ciencias como la traducción o simplemente en el proceso de aprendizaje sobre una palabra, no debemos recurrir solo a los diccionarios. Los corpus son un complemento muy importante, ya que saber la definición de una palabra no nos ayuda necesariamente a usarla en una frase, no nos dice nada sobre si es habitual usarla o no ni tampoco sabemos su comportamiento general en otro idioma, ya que no todos se rigen por las mismas estructuras. Por eso, diccionarios y corpus deben ir acompañados.
- Datos: Q8351126